# Муризенго
Муризенго (итал. Murisengo) је насеље у Италији у округу Алесандрија, региону Пијемонт.
Према процени из 2011. у насељу је живело 753 становника. Насеље се налази на надморској висини од 273 м.

## Становништво
| 1931. | 1936. | 1951. | 1961. | 1971. | 1981. | 1991. | 2001. | 2011. |
| ----- | ----- | ----- | ----- | ----- | ----- | ----- | ----- | ----- |
| 2.394 | 2.312 | 2.002 | 1.799 | 1.590 | 1.675 | 1.670 | 1.511 | 1.450 |